# Bushmaster PMV
Bushmaster PMV (англ. Protected Mobility Vehicle — укр. захищена мобільна машина) чи Bushmaster IMV (англ. Infantry Mobility Vehicle — укр. піхотна мобільна машина) — австралійський колісний повнопривідний бронеавтомобіль.
Виготовляється в Аделаїді компанією Thales Australia на основі ліцензії ірландської компанії Timoney Technology.

## Історія

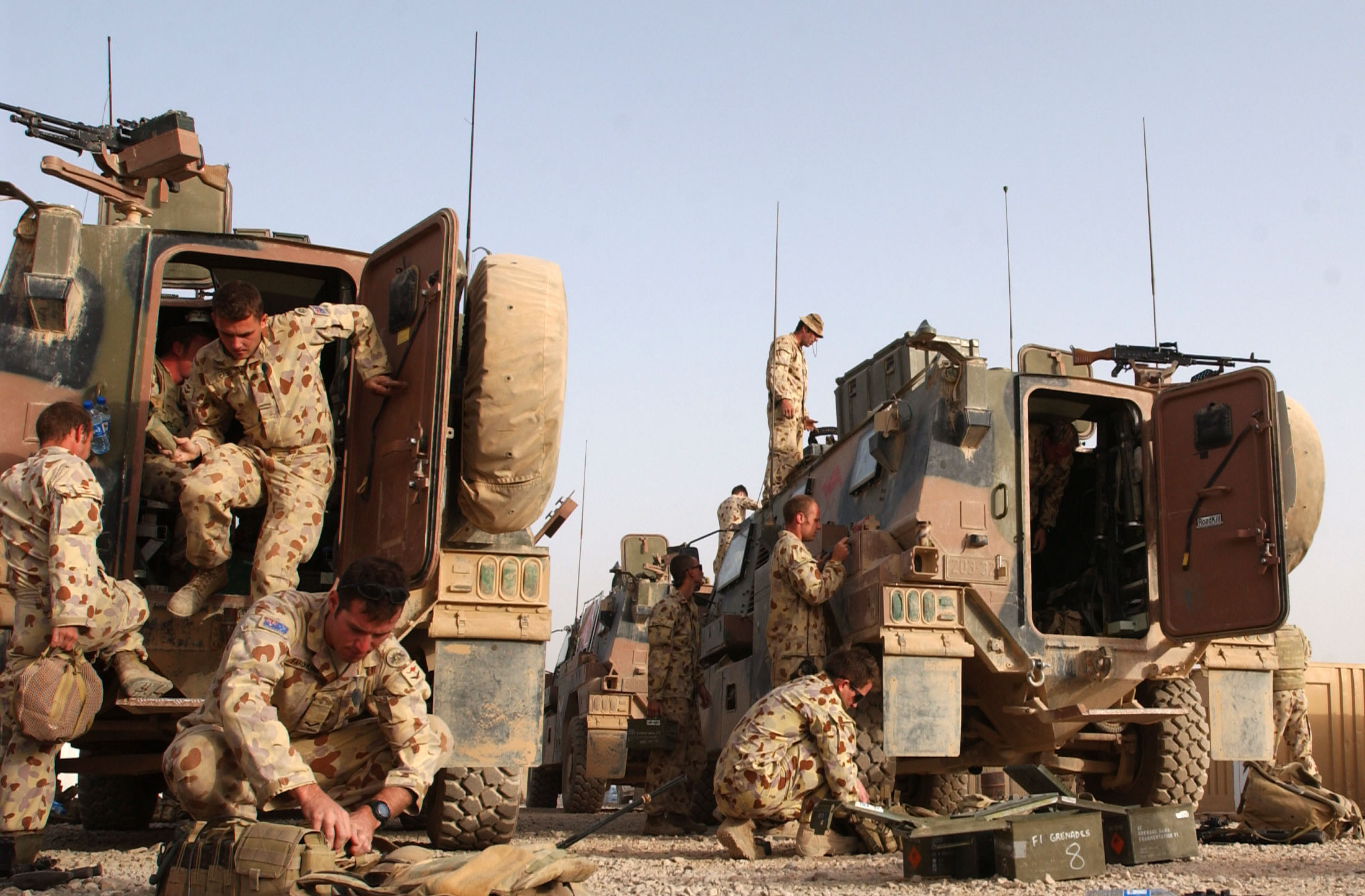
Кормова частина Bushmasters

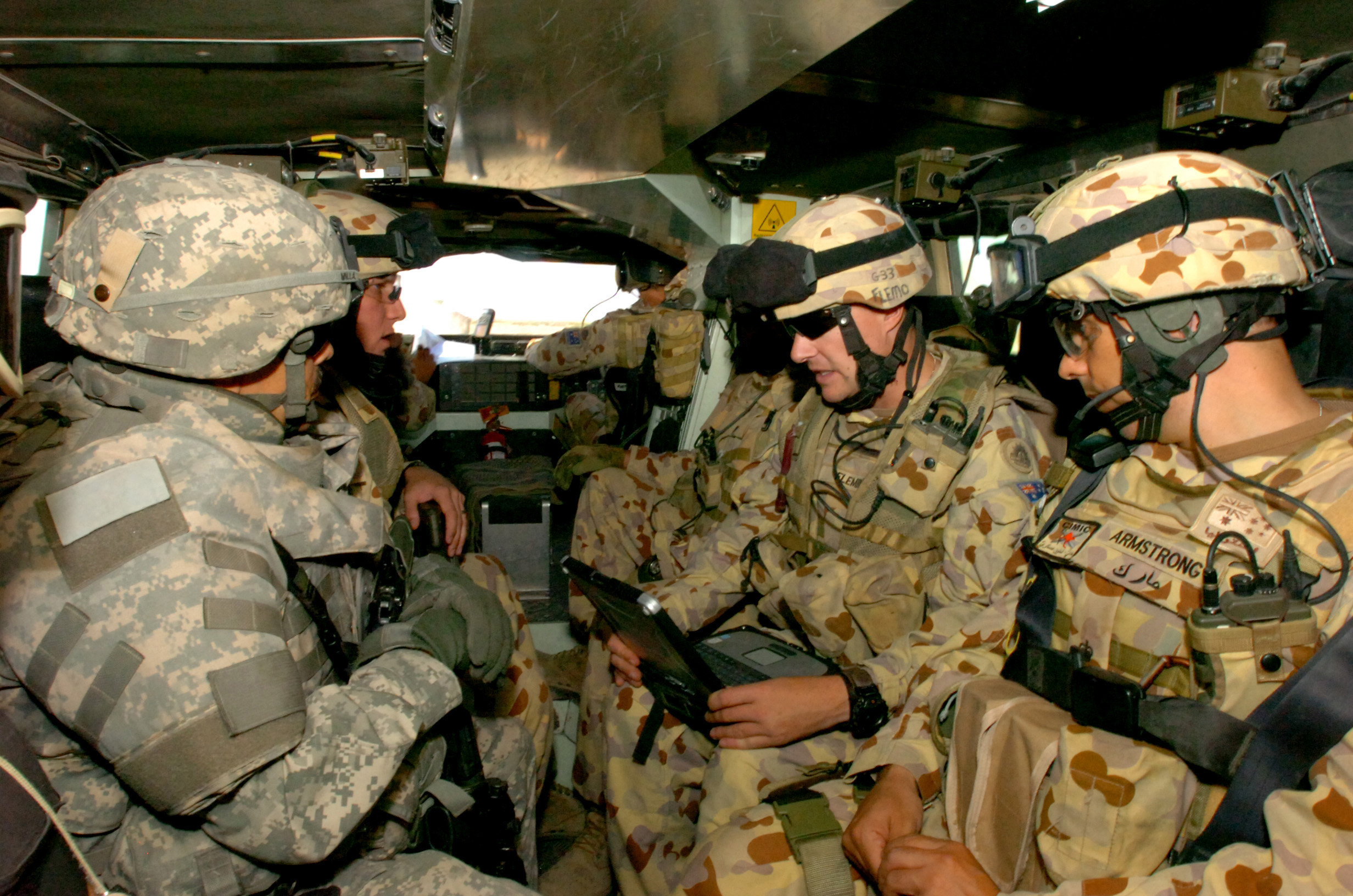
Десантне відділення Bushmaster

Після тестувань Bushmaster презентували 1998 для Австралійських Сил Оборони. Він створений для використання у пустельних районах північної Австралії. Може перевозити 9 солдат з запасами їжі (270 л води) та набоїв на 3 дні автономного спротиву. Кабіна обладнана кондиціонером. Задля економії коштів спочатку відмовились від системи охолодження води, але після скарг вирішили її відновити. Також для зменшення вартості у конструкції широко застосовано комплектуючі з серійних машин компаній Caterpillar, Meritor, ZF.
Bushmaster є найслабше захищеним транспортером австралійської армії, хоча його захист повинен протистояти 5,56-мм і 7,62-мм кулям стрілецької зброї, уламкам гранат, набоїв, вибуху міни з 6 кг вибухової речовини, що відповідає 2 рівню захисту стандарту STANAG 4569. Захист може бути підсилений встановленням навісної броні, яка забезпечує захист від бронебійних куль калібру 7,62 мм.
Bushmaster є захищеним транспортером, а не класичним бронетранспортером через великі габарити і слабке озброєння. Він не призначений для безпосередньої участі на полі бою, а лише для транспортування військовослужбовців у район виконання завдання. Однак в ході довгого процесу розробки машина отримала захист від мін і засідок (англ. Mine-Resistant Ambush Protected (MRAP)).
Завдяки незначній масі перевозиться літаками C-130 Hercules, C-17 Globemaster, гвинтокрилом Мі-26.
Компанія Oshkosh Truck підписала контракт на технічну підтримку машин у США в разі їхнього постачання Збройним силам США і виготовлення. Bushmaster також спочатку перебували на озброєнні Королівських ВПС Австралії, Королівських військ Нідерландів, Британської армії, згодом перелік розширився.

## Модифікації
Розроблено 6 основних модифікацій машини:
- транспортування 10-особового військового підрозділу
- командирська
- нападу Pioneer
- мінометна
- вогневої підтримки
- амбулаторії

Компанія Thales Australia на базі Bushmaster розробила цивільну версію пожежної машини FireKing та Панцирні машини бойової підтримки (англ. Armoured Combat Support Vehicle (ACSV)). Ця модифікація LAND 121 претендує на заміну у Австралійських Силах Самооборони до 2000 старих машин.

### Застосування
Австралійські Сили Самооборони замовили 370 машин Bushmaster, зменшивши замовлення до 299 машин, що було виконано до липня 2005. До середини 2006 було поставлено командні модифікації. Впродовж грудня 2006 — липня 2012 було замовлено 862 машини різних модифікацій.
Південно-Австралійська лісогосподарська корпорація (South Australian Forestry Corporation (ForestrySA)) 2005 отримала 15 машин FireKing.

## Бойове застосування

### Війна в Афганістані
Для свого контингенту у Афганістані Нідерланди купили 2006 перші 25 машин. На них встановили бойові модулі CROWS з дистанційним керуванням вогнем 12,7-мм кулемету. Хоча було втрачено декілька машин під час підриву на СВП, атак із засідок з використанням стрілецької зброї, РПГ, жоден з військових не загинув і було замовлено декількома партіями нові Bushmaster. З 2009 на них встановлювали датчики по виявленню саморобних вибухових пристроїв[джерело?]

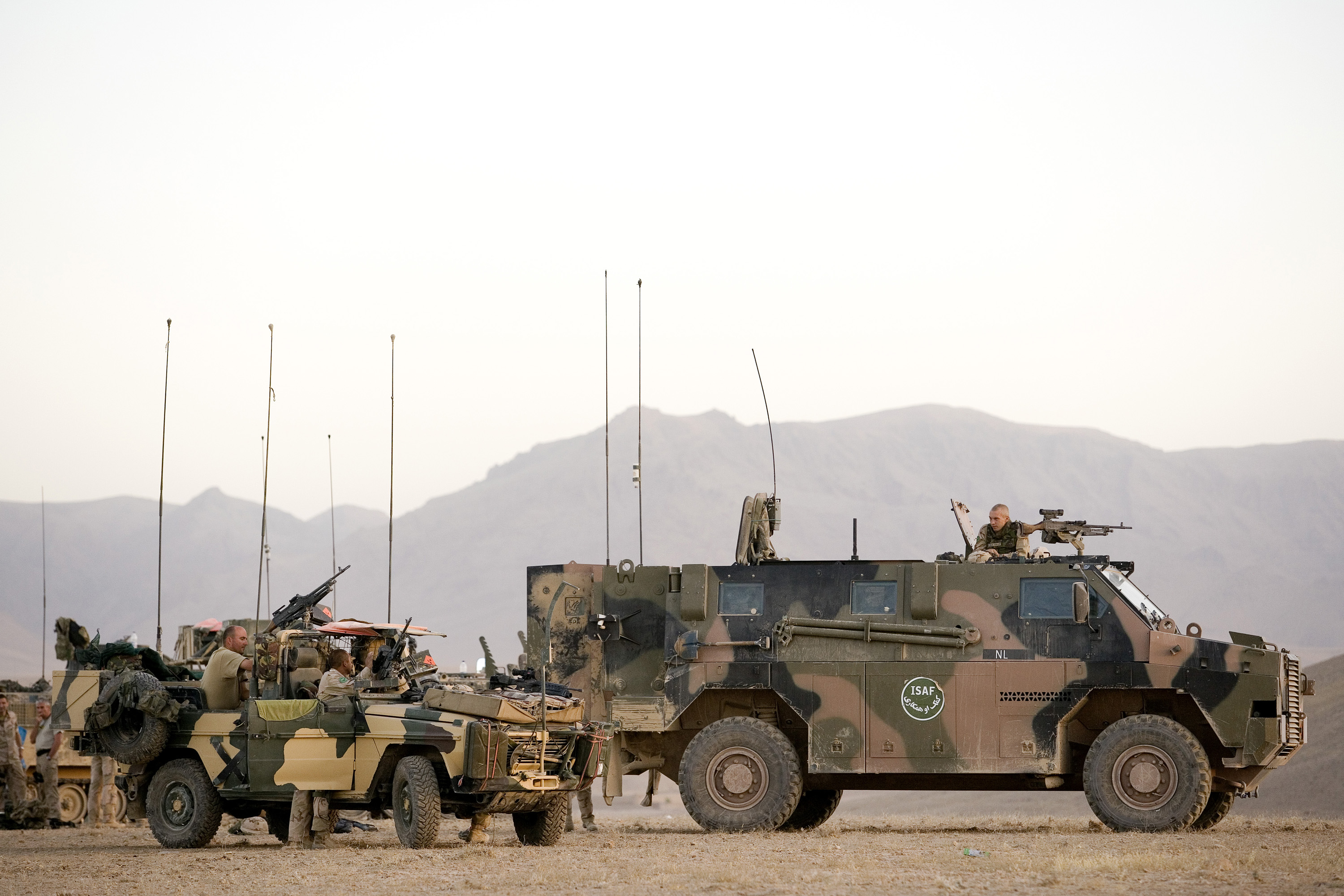
Bushmaster нідерландського контингенту в Афганістані. 2007

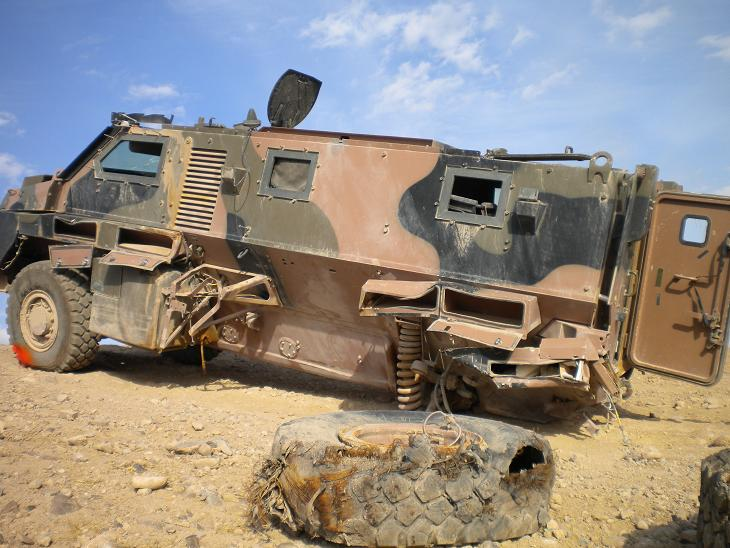
Пошкоджений вибухом СВП Bushmaster

### Російсько-українська війна
Машини отримали схвальні відгуки від українських військових. Особливо було відзначено бронезахист та захищеність від підриву на мінах, ергономічність, точність та зручність використання бойового модуля з тепловізійною камерою. Траплялись випадки підриву машини одразу на двох мінах, екіпаж отримував контузії але залишався в живих.
Штурмові підрозділи Сил Оборони України ефективно використовували ці бронеавтомобілі в битві за Бахмут.

## Оператори

Експлуатанти Bushmaster

- Австралія — загалом АСО купили 1.052 машин
- Нідерланди — 106 машин, які перебувають в оперативному розпорядженні ЗС Нідерландів і морських піхотинців Королівських ВМС Нідерландів
- Велика Британія — 24 машини (2008)[5] отримали додатковий захист, засоби боротьби з СВП, кулемет
- Індонезія — 3 машини для армії[6]
- Ямайка — 12 машин на заміну для Сил Оборони Ямайки[en] для заміни M706 Commando (2013/15)
- Японія — 4 машини для евакуації громадян Японії у загрозливих ситуаціях (2014)
- Україна — передано та заплановано до передачі близько 120 машин (2023)

### Можливі
- Іспанія — розгляд можливості закупівлі Bushmaster (2008)
- Франція — під назвою Broussard брав участь у конкурсі на заміну VAB Французької армії разом з VBCI і Renault AMC (2009/10)
- ОАЕ — випробовування (2004)[2]
- Лівія — зацікавленість у купівлі 100—400 машин
- США — Збройні сили США у останній момент відмовились від закупівлі 1500 машин спільного виробництва з Oshkosh, знявши її з конкурсу MRAP. Серпень 2007
- Канада — Bushmaster був заявлений компанією Thales Canada на конкурс тактичної панцирної машини. Знятий після зміни умов конкурсу. У конкурсі переміг Textron TAPV

### Україна

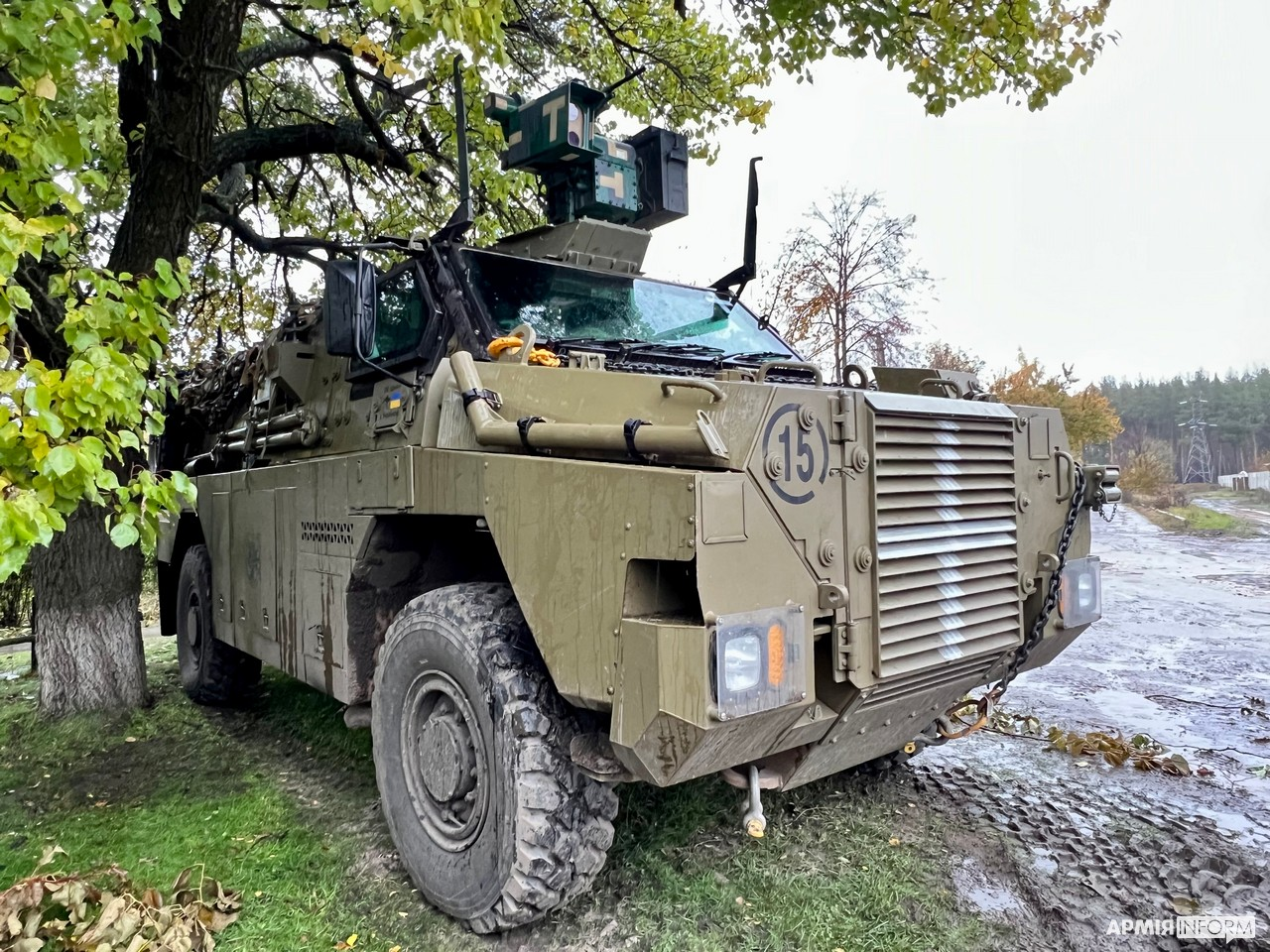
Bushmaster PMV з українським білим хрестом

1 квітня 2022 року прем'єр-міністр Австралії Скотт Моррісон заявив, що до України в складі військової допомоги буде відправлено бронетранспортер Bushmaster. А вже 5 квітня австралійський журналіст оприлюднив фотографію першої з числа чотирьох машин, підготовлених до відправлення в Україну.
8 квітня посол України в Австралії Василь Мірошниченко повідомив, що Австралія передала 20 машин Bushmaster сукупною вартістю близько $38 млн (50 млн австралійських доларів) для потреб української армії.
Повідомляється, що станом на 28 квітня броньовики Bushmaster вже на фронті.
19 травня 2022 року австралійський уряд ухвалив рішення надати Україні додаткові 14 БТР M113 та 20 машин Bushmaster PMV. Також буде надана гуманітарна допомога, обладнання для спостереженням за радіаційним випромінюванням та засоби особистого захисту.
У липні 2022 прем'єр-міністр Австралії оголосив про додаткові 20 машин Bushmaster, які передадуть Україні.
Наприкінці жовтня 2022 року було оголошено про рішення передати 30 додаткових машин Bushmaster. Також Австралія відправить до Великої Британії 70 військових для підготовки українських захисників.
Таким чином, загалом передано та заплановано до передачі 90 машин.
7 грудня 2023 стало відомо що Австралія відправила додаткову партію бронеавтомоблів Bushmaster.

## Галерея

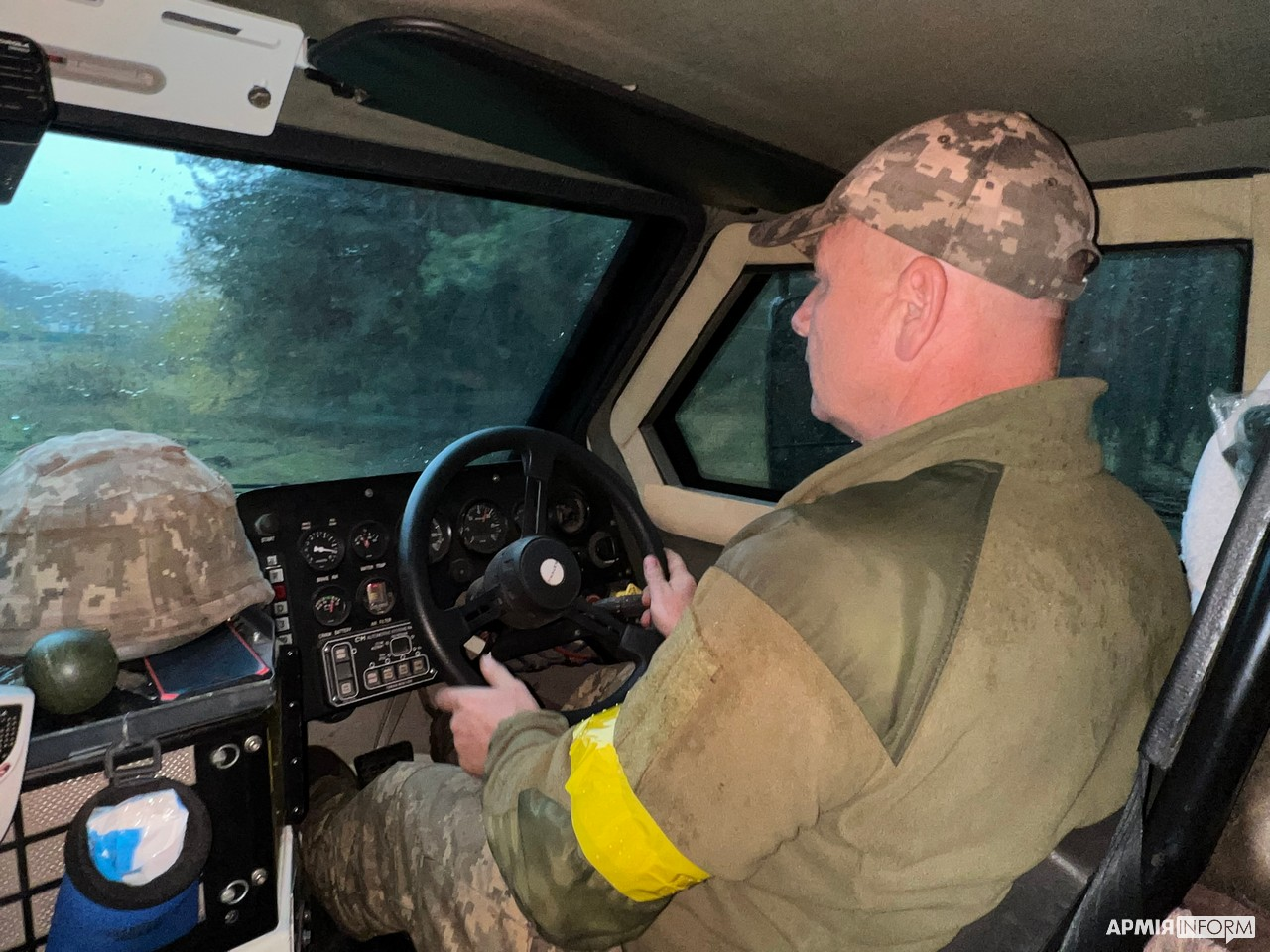
Місце водія
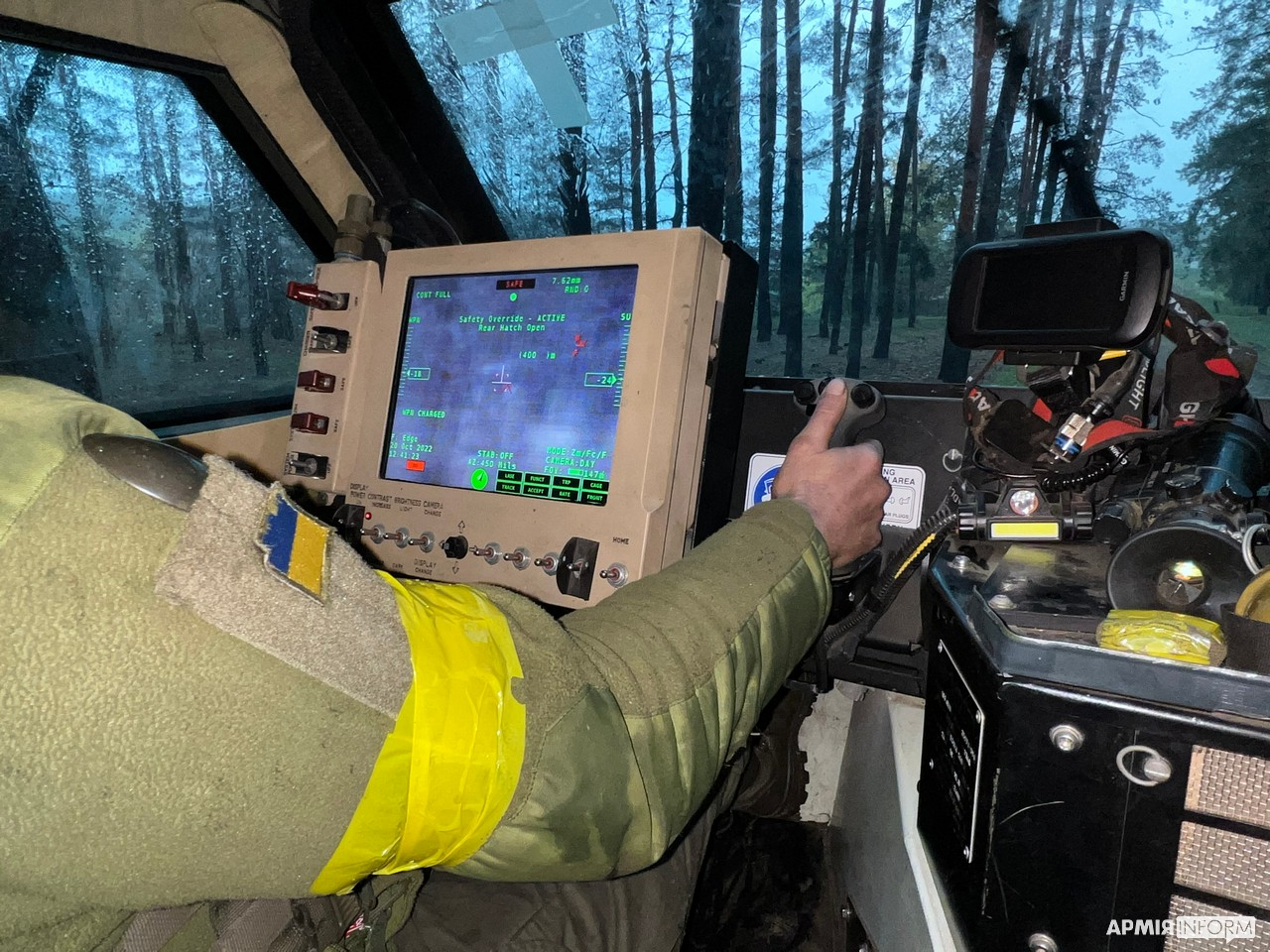
Місце оператора бойового модуля